# Географски положај Смедерева
Смедерево се налази на 40° 39’ северна географске ширине и 20° 57’ источне географске дужине. Налази се у североисточном делу Србије, на другој по величини европској реци Дунаву. Од престонице Београда удаљен је свега 46 km.

## Даљинар
Растојање неких градова од Смедерева (до 200 km):
- Ковин - 12
- Пожаревац - 29
- Смедеревска Паланка - 34
- Велика Плана - 37
- Младеновац - 38
- Панчево - 44
- Београд - 46
- Бела Црква - 57
- Свилајнац - 61
- Велико Градиште - 63
- Вршац - 72
- Аранђеловац - 74
- Голубац - 80
- Јагодина - 83
- Крагујевац - 89
- Рума - 107
- Лазаревац - 108
- Зрењанин - 118
- Сремска Митровица - 122
- Нови Сад - 130
- Мајданпек - 135
- Решица, ( Румунија) - 138
- Ваљево - 143
- Краљево - 144
- Темишвар ( Румунија) - 146
- Чачак - 148
- Бор - 163
- Пожега - 183
- Ниш - 191
- Зајечар - 192
- Арад ( Румунија) - 196